# Розпродаж
Розпро́даж — у роздрібній торгівлі — надання знижок клієнтам, переважно, сезонне.

## Функція у торгівлі
У західних країнах розпродаж проводять за розкладом кожних півроку перед зміною колекції у роздробі і перед Різдвом. При цьому розпродаж може супроводжуватись акційними пропозиціями: наприклад, якщо ви купуєте діловий костюм, то можете безкоштовно чи за символічну оплату отримати сорочку. Подарунком може бути також м'яка іграшка, дорогий аксесуар або передплата на періодичне видання — все залежить від класу магазину і фантазії його власника.

## Психологія покупця
Бажання зекономити тією чи іншою мірою має кожна людина: покупці вважають нераціональним купувати речі, які їм сподобалися, відразу після того, як вони з'явились в магазинах. Вони вважають, що краще дочекатися розпродажу, щоб купити ці речі зі значною знижкою. Саме цю слабкість часто враховують підприємці — завищену спочатку ціну вони потім поступово знижують (доводять до реальної). А деякі, наприклад, пропонують застарілу колекцію «весна — літо», ціни на яку треба було скорегувати ще півроку тому. В такому випадку розмір знижки сягатиме до 60 %.
Цінник із двома цінами, одна з яких перекреслена, миттєво покращує споживацькі характеристики товару; при цьому якось менше уваги звертаєш на значну частку синтетики в тканині, і фасон якось краще пасує до твоєї фігури, та й колір — до лиця.

## Форма здійснення
Зазвичай, у період розпродажу продавці активно заманюють покупців усякими подарунками, сюрпризами, лотерейними розіграшами. Але основна спокуса — це все ж таки знижки. Магазини, які не йдуть на святкові знижки цін, приманюють покупців подарунками і спеціальними пропозиціями.